# بخش مودون
بخش مودون یکی از بخش‌های کانتون وو در سوئیس است.